# 試写
試写（ししゃ）とは、映画など映像作品の製作段階において行われる映像チェックのことである。
映画などでは、複数のシーンを繋ぎ合わせ、ストーリー上スムーズに流れているかなどのチェックを行う。
一般的には0号試写や初号試写など号数で呼ばれている。たいていは初号試写で完成となる。
試写は試写会とは異なり、映像作りに参加した者が集められ、数々のチェックを行う。また、最終段階ではスポンサーなども混じえての試写が行われる。